# Anlaufbedingungsverordnung
Die Anlaufbedingungsverordnung (AnlBV) ist Bestandteil des deutschen Schifffahrtsrechts. Sie wird vom Bundesministerium für Verkehr und digitale Infrastruktur erlassen und regelt Bedingungen, die Seeschiffe beim Anlaufen, Durchfahren und Auslaufen in die inneren Gewässer bzw. aus den inneren Gewässer der Bundesrepublik einhalten müssen.

## Meldungen und Hörbereitschaft
Schiffe, die gefährliche Güter in verpackter Form oder als Massengut transportieren, haben ihre Reise (einschließlich der Details zu den gefährlichen Gütern) bei der Zentralen Meldestelle des Havariekommandos anzumelden. Die Meldung erfolgt auf elektronischem Wege (z. B. über das System ZMGS) und gilt als erfüllt, wenn die Meldung bereits an eine Hafenbehörde erfolgte und diese die Daten an die Zentrale Meldestelle weiterübermittelt.
Schiffe, die die innere Deutsche Bucht anlaufen, haben sich auf UKW-Sprechfunk bei der Verkehrszentrale "German Bight Traffic" anzumelden und auf den bekanntgemachten UKW-Kanälen hörbereit zu sein.
Weitere Meldeverpflichtungen bestehen nach AnlBV in Bezug auf Ladungsrückstände und Schiffsabfälle sowie für die Hafenstaatkontrolle.

## Maritime Verkehrssicherung
Der Schiffsführer ist verpflichtet, die durch eine Verkehrszentrale gegebenen Verkehrsinformationen und -unterstützungen zu berücksichtigen und den getroffenen Verkehrsregelungen nachzukommen.

## Benutzung des "Tiefwasserweges" in der Deutschen Bucht
Tankschiffe einer bestimmten Größe, die Erdöle bzw. Erdölprodukte nach MARPOL-Übereinkommen oder Flüssiggase befördern, müssen in der Deutschen Bucht das Verkehrstrennungsgebiet "German Bight Western Approach" (den sog. "Tiefwasserweg") benutzen.
(Dieser "Tiefwasserweg" verläuft in größerer Entfernung von der Küste als das üblicherweise von der Schifffahrt benutzte Verkehrstrennungsgebiet "Terschelling German Bight".)

## Weitere Regelungen der AnlBV
1. Schiffe, die in den vorausliegenden Flußrevieren (z. B. Elbe, Weser) tidegebunden fahren, gelten auf bestimmten Fahrtstrecken in der Deutschen Bucht als Wegerechtschiffe.
2. Für bestimmte Schiffe besteht auf den Fahrtstrecken in der inneren Deutschen Bucht außerhalb der "normalen" Lotsreviere eine Pflicht zur Annahme eines Seelotsen.
3. Zur Verminderung von Schwefelemissionen müssen Schiffe vor Befahren der entsprechenden Überwachungsgebiete ihren Treibstoff auf schwefelarmen Kraftstoff umstellen und diese Umstellung nachweisen.